# Lech zwischen Hirschau und Landsberg mit Auen und Leiten
Lech zwischen Hirschau und Landsberg mit Auen und Leiten este o arie protejată (arie specială de conservare — SAC, sit de importanță comunitară — SCI) din Germania întinsă pe o suprafață de 2.896,8 ha, integral pe uscat.

## Localizare
Centrul sitului Lech zwischen Hirschau und Landsberg mit Auen und Leiten este situat la coordonatele 47°59′23″N 10°52′16″E / 47.9897°N 10.8711°E.

## Înființare
Situl Lech zwischen Hirschau und Landsberg mit Auen und Leiten a fost declarat sit de importanță comunitară în noiembrie 2004 pentru a proteja 2 specii de plante și 5 specii de animale. Situl a fost protejat și ca arie specială de conservare în aprilie 2016.

## Biodiversitate
Situată în ecoregiunea continentală, aria protejată conține 14 habitate naturale: Râuri de munte și vegetația erbacee de pe malurile acestora, Râuri de munte și vegetația lor lemnoasă cu Salix elaeagnos, Pajiști uscate seminaturale și facies de acoperire cu tufișuri pe substraturi calcaroase (Festuco-Brometalia) (* situri importante pentru orhidee), Pajiști uscate seminaturale și facies de acoperire cu tufișuri pe substraturi calcaroase (Festuco-Brometalia) (* situri importante pentru orhidee), Pajiști cu Molinia pe soluri calcaroase, turboase sau argilos-nămoloase (Molinion caeruleae), Liziere de ierburi înalte hidrofile de câmpie și de nivel montan până la alpin, Fânețe de joasă altitudine (Alopecurus pratensis, Sanguisorba officinalis), Izvoare petrifiante cu formare de travertin (Cratoneurion), Mlaștini alcaline, Grohotișuri medio-europene calcaroase, de la nivel colinar și montan, Păduri de fag Asperulo-Fagetum, Păduri de fag din Europa Centrală dezvoltate pe sol calcaros cu Cephalanthero-Fagion, Păduri pe pante, grohotișuri și ravene de Tilio-Acerion, Păduri aluvionare cu Alnus glutinosa și Fraxinus excelsior (Alno-Padion, Alnion incanae, Salicion albae).
La baza desemnării sitului se află mai multe specii protejate:
- plante (2): papucul doamnei (Cypripedium calceolus), Gladiolus palustris
- amfibieni (2): izvoraș-cu-burta-galbenă (Bombina variegata), triton cu creastă (Triturus cristatus)
- nevertebrate (1): phengaris nausithous (Maculinea nausithous)
- pești (2): lostriță (Hucho hucho), babușcă de tur (Rutilus virgo)